# Saalbachniederung
Das Natur-, Landschafts- und Waldschutzgebiet Saalbachniederung wurde vom Regierungspräsidium Karlsruhe am 31. Juli 2024 durch Verordnung ausgewiesen. Es liegt auf dem Gebiet der Stadt Bruchsal und der Gemeinden Graben-Neudorf und Karlsdorf-Neuthard im Landkreis Karlsruhe in Baden-Württemberg.

## Lage
Das Gebiet liegt am Saalbach zwischen Graben-Neudorf, Karlsdorf, Forst und Hambrücken. Es erstreckt sich von der Bundesstraße 35 im Süden bis zur Landesstraße 560 im Norden.
Das 465,8 ha große Naturschutzgebiet umfasst den Abschnitt des Saalbachs und die angrenzenden Aueflächen samt dem Baggersee Neureut. Die Saalbachaue ist von artenreichen Wiesen und Äckern geprägt, der Bach selbst ist von einem schmalen Galerieauwald begleitet. Der Bach liegt allerdings als Hochsystem über dem umliegenden Gelände und wird beidseitig von Dämmen begrenzt. Der mittlere Grundwasserstand liegt bis zu 1,8 m unterhalb der Gewässersohle. Im Zentrum befinden sich ehemalige Teichanlagen und große, im Rahmen eines Artenschutzprojektes angelegte Flachgewässer. Weitere Fließgewässer sind der Saugraben, der Speckgraben und der Wagbach.
Umgeben wird das Naturschutzgebiet von einem 379,6 ha großen dienenden Landschaftsschutzgebiet, das einen Teil der angrenzenden Waldflächen umfasst. Das Landschaftsschutzgebiet wird zur Unterscheidung des angrenzenden, älteren Landschaftsschutzgebiets Saalbachniederung als LSG Obere Saalbachniederung bezeichnet.
Der Wald nordöstlich des Naturschutzgebietes wurde gleichzeitig zum Schonwald erklärt. Er ist teilweise als Erlen-Eschenwald, teilweise als Eichenwald ausgeprägt.

## Schutzzweck

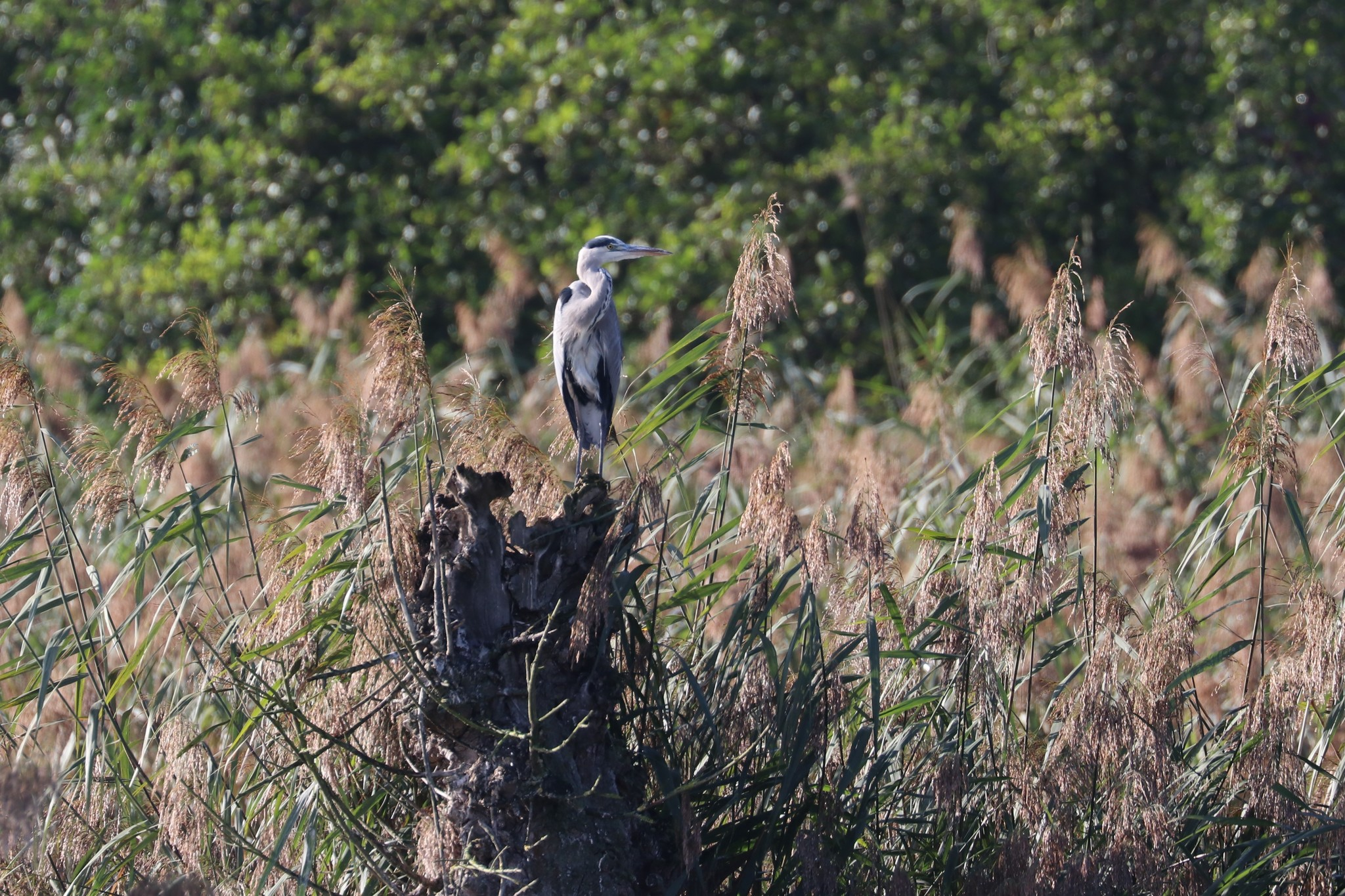
Graureiher im Naturschutzgebiet

Schutzzweck des Naturschutzgebietes ist Laut Schutzgebietsverordnung „der Erhalt und die Sicherung
1. der großflächigen Grünlandbereiche mit ihrer artenreichen Tier- und Pflanzenwelt, insbesondere der als FFH-Lebensraumtyp 6510 ‚Magere Flachlandmähwiese‘ geschützten Wiesenflächen, sowie der Ökotone und Komplexe mit Magerrasen und Feuchtgrünland;
2. der Feuchtgebiete
  - insbesondere des Flachgewässerkomplexes rechts des Saalbachs bei der Neun- und der Zwanzigmorgenschleuse mit Röhricht- und Hochstaudenfluren und Übergängen zum Grünland als herausragendes Brut- und Rasthabitat für zahlreiche seltene und vom Aussterben bedrohte Vogelarten,
  - des Saalbachs, des Wagbachs und des Saugrabens als Lebensstätte für Fließgewässerarten sowie
  - des Baggersees Karlsdorf mit seinen Flachwasserzonen, amphibischen Bereichen, Pionierstandorten und Steilwänden als wichtige Sekundärhabitate für zahlreiche auetypische Tier- und Pflanzenarten und seiner großen offenen Wasserfläche als Rast-, Nahrungs- und Mauserhabitat für Wasservögel;
3. der extensiv genutzten Ackerflächen als Lebensraum für Ackerwildkräuter und Feldvogelarten, insbesondere die Grauammer;
4. des Mosaiks und der Verzahnung unterschiedlicher Lebensräume, insbesondere der Ökotone zwischen Wald- und Offenland, sowie kleinflächiger Brachen und Saumstrukturen und der Gewässer;
5. der hier lebenden charakteristischen Tier- und Pflanzenarten, insbesondere der zahlreichen vom Aussterben bedrohten Arten, in dem Waldstreifen am Speckgraben die Vorkommen des Scheidigen Gelbsterns (Gagea spathacea) als besonderer Verantwortungsart Deutschlands;
6. der durch die Natura 2000-Richtlinien im FFH-Gebiet 6717-341 „Lußhardt zwischen Reilingen und Karlsdorf“ und im Vogelschutzgebiet „Saalbachniederung bei Hambrücken“ geschützten Arten und Lebensraumtypen;
7. einer bedeutenden Kernfläche für den Biotopverbund.

Das Naturschutzgebiet dient darüber hinaus auch der Entwicklung, insbesondere der Förderung der Artenvielfalt, der Renaturierung von Lebensräumen und der Erprobung innovativer Naturschutzkonzepte innerhalb eines großen, unzerschnittenen Freiraums. [...]“
„Schutzzweck des Landschaftsschutzgebietes ist
1. die Sicherung der Landschaft und des Landschaftsbildes vor Beeinträchtigung, vor allem vor Zerschneidung durch Infrastruktureinrichtungen insbesondere des Verkehrs oder zur Energieversorgung;
2. die Sicherung und Entwicklung des notwendigen ökologischen Ergänzungsraumes für das umschlossene Naturschutzgebiet;
3. die Erhaltung und die Entwicklung einer vielfältigen, kleinparzellierten Kulturlandschaft mit Wiesen, Äckern, Gewässern und Säumen zur Erhaltung der landschaftlichen Vielfalt und Schönheit;
4. die Erhaltung und die Förderung der ökologisch vielfältigen extensiven Glatthaferwiesen und Streuobstwiesen;
5. die Erhaltung und Förderung der hier lebenden charakteristischen Tier- und Pflanzenarten, insbesondere der zahlreichen vom Aussterben bedrohten Arten;
6. die Erhaltung und Förderung der auf den im Landschaftsschutzgebiet liegenden Flächen des FFH-Gebiets 6717-341 ‚Lußhardt zwischen Reilingen und Karlsdorf‘ und des Vogelschutzgebiets ‚Saalbachniederung bei Hambrücken‘ durch die Natura 2000-Richtlinien geschützten Arten und Lebensraumtypen.“[1]

„Übergeordneter Schutzzweck des Schonwalds ‚Saalbachniederung‘ ist die Erhaltung, Entwicklung und Erforschung der außergewöhnlich struktur- und artenreichen Waldgebiete als exemplarische Teile einer historischen Kulturlandschaft auf der oberrheinischen Niederterrasse sowie die Bewahrung und Verbesserung der Austauschbeziehungen zwischen den Waldbereichen und dem Offenland in der Saalbachniederung. Dies schließt insbesondere den Erhalt und die Sicherung der FFH-Lebensraumtypen und FFH-Lebensstätten mit ihrer artenreichen Tier- und Pflanzenwelt ein.“
Für einzelne Teile des Schonwalds wurden darüber hinaus noch spezifische Schutzzwecke formuliert.

## Zusammenhängende Schutzgebiete
Das Schutzgebiet überschneidet sich in Teilen mit dem FFH-Gebiet Lußhardt zwischen Reilingen und Karlsdorf und dem Vogelschutzgebiet Saalbachniederung bei Hambrücken. Im Nordwesten grenzt das Landschaftsschutzgebiet Saalbachniederung an.